# Операция «Надеюсь, что нет»

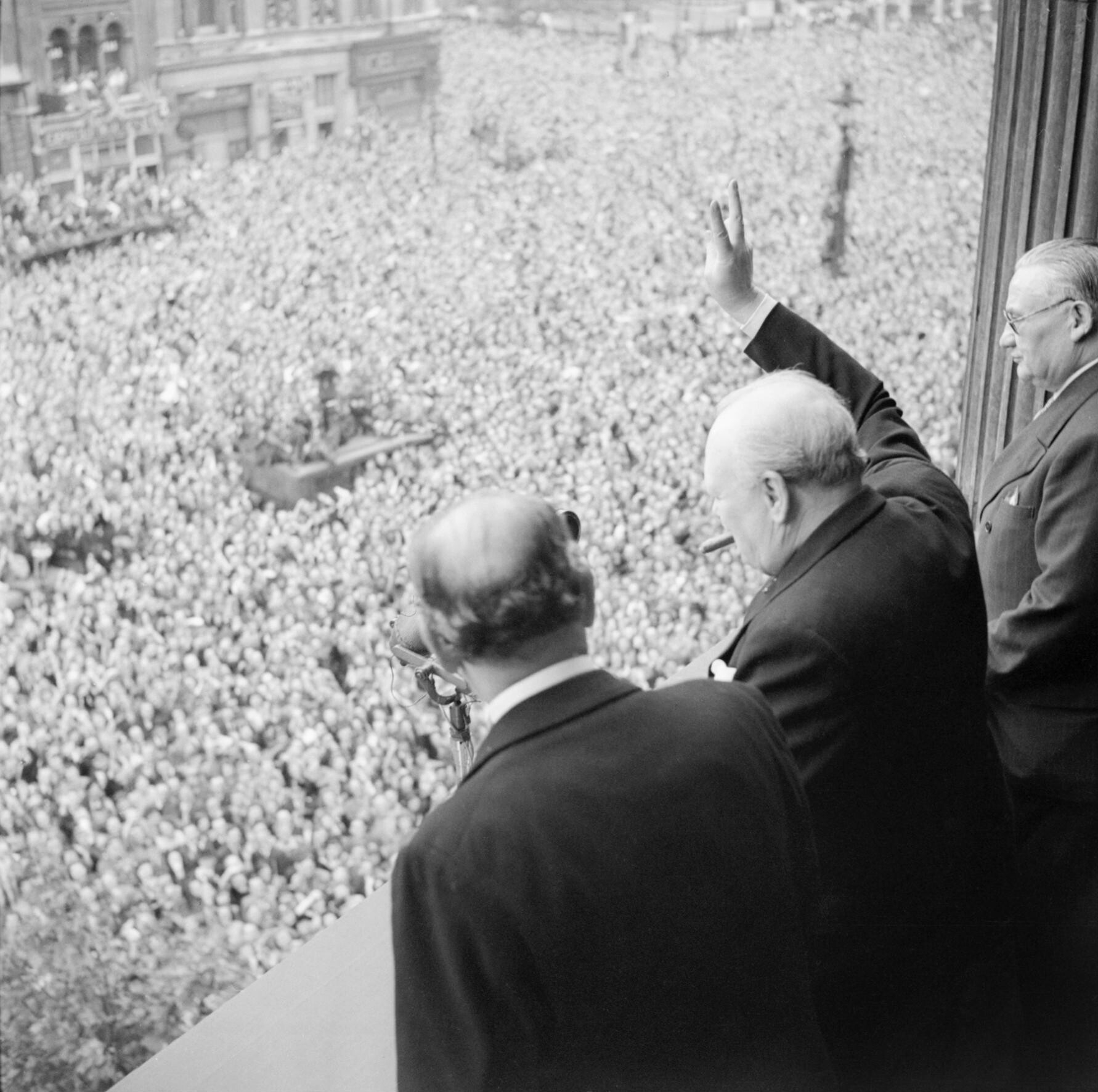
Черчилль даёт знак V в Уайтхолле в день, когда он сообщил нации, что война с Германией выиграна, 8 мая 1945 года.

Операция «Надеюсь, что нет» (англ. Operation Hope Not) была кодовым названием плана похорон Уинстона Черчилля под названием «Государственные похороны досточтимого сэра Уинстона Леонарда Спенсера Черчилля, KG, OM, CH», который был начат в 1953 году, за двенадцать лет до его смерти. Детальный план был подготовлен в 1958 году. Черчилль привёл страну к победе во Второй мировой войне (1939—1945) во время своего первого срока на посту премьер-министра Соединённого Королевства. Во время своего второго срока он перенёс серьёзный инсульт в 1953 году, что вызвало опасения за его здоровье. Британское правительство начало тщательную подготовку, согласно официальному указу королевы Елизаветы II, к поминовению «в масштабе, соответствующем его положению в истории». Как заметил лорд Маунтбэттен, Черчилль «продолжал жить, а лица, назначенные нести гроб, продолжали умирать», так что план пришлось несколько раз пересматривать за те годы, которые прошли до его смерти в 1965 году.
Официальный проект граф-маршала герцога Норфолка предусматривал самые грандиозные государственные похороны для лица, не входящего в королевскую семью, со времён Артура Уэлсли, 1-го герцога Веллингтона. Черчилль умер 24 января 1965 года, а окончательный план под названием «Государственные похороны покойного сэра Уинстона Леонарда Спенсера Черчилля, KG, OM, CH» был опубликован 26 января и приведен в исполнение 30 января 1965 года. В ожидании похорон тело Черчилля лежало в Вестминстер-Холле. Основная панихида прошла в соборе Святого Павла. Гроб был перевезён на судне MV Havengore по Темзе на станцию Ватерлоо, а оттуда поездом в Блэдон, Оксфордшир, где он был похоронен в церкви Святого Мартина в Блэдоне, неподалёку от могилы его отца.
Оригиналы окончательных документов объёмом более 415 страниц, выпущенных 26 января 1965 года, хранятся в нескольких хранилищах, а одна частная копия была продана с аукциона в 2017 году.

## Происхождение и развитие
Планирование похорон Уинстона Черчилля началось после того, как в 1953 году у него случился инсульт. Инцидент на вечеринке на Даунинг-стрит семья держала в секрете. Королева Елизавета II была одной из немногих осведомлённых о нём. Именно королева настояла на том, чтобы план похорон был готов заранее. Место погребения было выбрано в 1957 году. В письме к герцогу Норфолку, Джордж Чамли, 5-й маркиз Чамли и лорд Великий камергер упомянул, что этим местом будет Вестминстер-холл. Подробный план начали составлять в 1958 году, как указано в письме Энтони Монтегю Брауна, личного секретаря Черчилля, к леди Черчилль летом 1958 года, в котором говорилось:

Предполагается, что его тело будет лежать с почётом в Вестминстерском зале, после чего будет служба в Соборе Святого Павла. Считается, что это более уместно, чем Вестминстерское аббатство, поскольку есть прецеденты сравнительно недавних похорон великих национальных героев, таких как Горацио Нельсон и герцог Веллингтон, в соборе Святого Павла. После этого в Чартвелле должна была состояться небольшая частная погребальная служба.
Оригинальный текст (англ.)It is suggested that there should be a Lying in State in Westminster Hall followed by the Service at St Paul's Cathedral. This is thought to be more fitting than Westminster Abbey, as St Paul's has the precedents of comparatively recent great national heroes, such as Horatio Nelson, 1st Viscount Nelson and the Duke of Wellington. Thereafter there would be a small private interment service at Chartwell.
Я не говорил герцогу Норфолку о желании сэра Уинстона быть похороненным в Чартвелле, но герцог предполагал, что это будет за городом (он предположил Бленхейм [Дворец Бленхейм был местом рождения и родиной Черчилля]), хотя принять его прах вызвалось Вестминстерское аббатство… Королева сказала, что если семья его не будет против, сэру Уинстону будут предоставлены государственные похороны, которыми будет заниматься граф-маршал герцог Норфолк.
Оригинальный текст (англ.)I have not told the Duke of Norfolk of Sir Winston's wish to be buried at Chartwell, but the Duke was assuming that it would be in the country (he supposed Blenheim [Blenheim Palace was the birthplace and ancestral home of Churchill]) although Westminster Abbey had offered itself... The Queen has intimated that, if it is in accordance with the wishes of the family, there should be plans for Sir Winston to have a State Funeral, and that the Duke of Norfolk, as Earl Marshal, should be responsible for them.. 
— 
Таким образом, в 1958 году по инициативе премьер-министра Гарольда Макмиллана был составлен подробный план похорон. Черновик был подготовлен 21 марта 1958 года под названием «Процедура погребения сэра Уинстона Черчилля». План хранился как личный и конфиденциальный документ. Было решено, что Черчилля доставят из Вестминстер-холла в собор Святого Павла на лафете, из Темзы в Грейвсенд за два часа по воде, а затем в Чартвелл в процессе 25-мильного путешествия, которое займёт 73 минуты. В 1959 году для перевозки по Темзе изначально предлагалась паровая яхта St. Katharine, но так как она находилась в ремонте, была выбрана яхта Тринит-хауса Patricia. Третий вариант плана был подготовлен 10 февраля 1960 года. Судно было заменено на MV Havengore, а точное время для него было указано как 12:50 pm для отправления и 13:05 для прибытия в пункт назначения; теперь было решено, что он будет рядом со станцией Ватерлоо. К октябрю 1960 года были утверждены общие детали, включая приглашения и похоронную процессию, как указано в письме Брауна леди Черчилль от 16 октября. Было решено, что сэр Уинстон будет лежать с почётом в Вестминстерском зале. Предлагается, чтобы члены обеих палат парламента присутствовали в Вестминстерском зале, когда туда прибудет гроб, поскольку в соборе для них всех не хватит места. Государственные похороны состоятся в соборе Святого Павла, после чего гроб доставят в Ступени Башни, а оттуда по реке до вокзала Ватерлоо, где будет ждать специальный поезд, чтобы отправиться в Вудсток. Те немногие, кто собирался в Вудсток, отправились бы прямо из собора в Ватерлоо на машине.
Вагон-катафалк был выделен в 1962 году специально для похоронного поезда и не появлялся на виду у публики на Стюартс-лейн до тех пор, пока он не понадобится.
Часть плана была осуществлена 28 июня 1962 года после того, как Черчилль, остановившийся в Отель де Пари в Монте-Карло, упал и сломал бедро. Опасаясь, что травма хуже, чем кажется, он сказал Монтегю Брауну: «Помни, я хочу умереть в Англии. Обещай мне, что позаботишься об этом». Монтегю Браун немедленно позвонил Гарольду Макмиллану, который активировал часть операции «Надеюсь, что нет». Королевские военно-воздушные силы вернули Черчилля в Лондон вопреки совету французских врачей не перемещать его. Черчилль выздоровел, проведя 55 дней в больнице Миддлсекс.
В июле 1962 года подробный план был помечен грифом «Секретно». Выпущенный генерал-майором сэром Джорджем Бёрнсом из конной гвардии, он открывался заявлением:

1) Решено назначить старшего командира для «Надеюсь, что нет» и издать подробные приказы об операции в более широком масштабе, чем это делалось до сих пор. Цель состоит в том, чтобы быстро и гладко претворить план в жизнь, если и когда придёт время.
2) Вопрос безопасности имеет первостепенное значение. GOC [Генеральный офицер, командующий] Лондонским округом, по очевидным причинам больше всего озабочен тем, чтобы никакие ссылки на план не появлялись в прессе до начала мероприятия. Он направляет обслуживающий персонал и просит сторонние организации следить за тем, чтобы все документы, относящиеся к «Надеюсь, что нет», хранились секретно, когда они не используются.
Оригинальный текст (англ.)1) It has been decided to nominate the senior commander for 'Hope Not', and to issue the detailed orders for the operation on a wider distribution than has been done hitherto. The object is to ensure that plans can be quickly and smoothly put into effect, if and when the time comes.

2)The question of security is all-important. The GOC [General Officer Commanding] London District is most anxious that no reference to the plan should appear in the press before the event, for obvious reasons. He directs service personnel, and requests outside organisations, to see that all documents referring to 'HOPE NOT' should be kept securely locked up when not in use.
— 
В 1963 году был создан официальный комитет во главе с герцогом Норфолком. Сам Черчилль имел мало отношения к этому плану. Он сказал Гарольду Макмиллану, что будут живые гимны. Как поклонник военных оркестров, он попросил Энтони Монтегю Брауна включить много военных оркестров, сказав: «Помните, я хочу много военных оркестров». Окончательный документ, завершённый 2 ноября 1964 г., состоял из 200 страниц. Предварительный день мероприятия был отмечен как День «Д». План был сдан на хранение 26 января 1965 года в конверте с пометкой «Служба Её Величества».

## Детали плана
План был очень подробным; все действия были расписаны посекундно. Черчилль будет лежать в Вестминстер-холле в здании парламента. Оттуда его в гробу перевезут на лафете по улицам Лондона в собор Святого Павла, где состоится панихида. В документ была вставлена точная карта маршрута всей процессии, которая должна была посетить основные места, связанные с жизнью Черчилля, включая церковь Святой Маргариты, где он женился. Процессию возглавят четыре церемониальных офицера, несущие атрибуты геральдических похорон, такие как шпоры, герб, щит и меч. Граф-Маршал с герольдами должен был войти в Большие западные двери собора в 10:49. Также было запланировано движение королевы: Её Величество прибудет в собор из Букингемского дворца по улице Годлиман слева от Геральдической палаты. Места были отведены королевской семье, семье Черчилля, лорд-мэру и семье, членам Палаты лордов, министерства иностранных дел и тайным советникам, министрам, членам парламента, членам великих государственных деятелей, судьям и юристам, рыцарям ордена Подвязки, олдермену и представителям Лондонского Сити, представителям государственных служб, депутатам и сотрудникам Палаты Общин, матросам и офицерам Королевского флота, военнослужащим, солдатам и офицерам Королевских военно-воздушных сил, мэрам городов, Управлению по делам колоний, Управлению по делам Содружества, Шотландскому управлению, Управлению Северной Ирландии, Совету графства Лондона, Торговому флоту, Управлению гражданской авиации, представителям промышленности, прессы и организаций, с которыми был связан Черчилль.
Из собора его повезут к Темзе, чтобы поместить на MV Havengore. Судно, предназначенное для перевозки вверх по Темзе, было введено в эксплуатацию Управлением лондонского порта в 1954 году и находилось в эксплуатации с 1956 года. На нём гроб с телом Черчилля отправится от Тауэрского пирса к Фестивальному пирсу. Артиллерийские салюты должны были даваться на судне ровно две минуты и 35 секунд. Музыка волынщиков должна будет продлиться ровно 2 минуты 45 секунд и медленно смолкнуть. Над маршрутом будут пролетать самолёты. С лондонского вокзала Ватерлоо гроб будет доставлен специальным поездом в Блэдон — место последнего упокоения.
Было задействовано 575 офицеров и 6508 солдат, каждому было назначено точное время. Войска процессий должны были собраться на плац-парадах конной гвардии, в казармах Веллингтона и Миллбанке. Солдатам, выстроившимся вдоль улицы, давали либо чай с булочками, либо чай и ранцевый паёк. Ужин был запланирован в районах сосредоточения или в казармах. Несущие гроб состояли из двух команд из разных полков: Гренадерской гвардии и Королевских ирландских гусар. Гренадёрская гвардия должна будет нести ответственность во время главной процессии, в то время как Королевские ирландские гусары королевы будут отвечать за посадку в похоронный поезд и обратно, а также во время спуска в могилу. Офис графа-маршала выдавал приглашения и билеты на службу и принимал извинения за отсутствие.
К плану было ещё два дополнительных документа. Один из них представлял собой 47-страничный буклет под названием «Операция „Надеюсь, что нет“», который содержал инструкции Лондонской столичной полиции (ныне Столичная полицейская служба) для дежурных офицеров и персонала, расписание парада, управление движением, питанием и расположением столовых, пунктов первой помощи, описание формы, маршрута, по которому должны были пройти королева и королевские семьи, а также похоронная процессия. Другой документ под названием «Оперативный приказ № 801» состоял из 59 страниц и касался исключительно систем дорожного движения и патрулей безопасности. Уточнено время включения светофоров, открытия и закрытия мостов через Темзу, за которыми будут следить 527 офицеров. 282 офицера должны будут следить за безопасностью накануне похорон. В буклете также было указано точное время работы полиции с утра (2 часа ночи) в день похорон до 13:25, когда поезд отправится из Ватерлоо.

### Более поздние модификации
С течением времени некоторые детали плана были изменены в соответствии с меняющейся обстановкой. По словам лорда Маунтбэттена, изменения были необходимы, потому что Черчилль «продолжал жить, а несущие гроб продолжали умирать». Одним из изменений было место захоронения. Первоначально Черчилль хотел, чтобы его похоронили на его крокетной лужайке в Чартвелле, графство Кент, но, поскольку ему предстояло устроить полные государственные похороны, было выбрано более респектабельное кладбище — церковь Святого Мартина в Блейдоне. Черчилль посетил Бладон, где были похоронены его предки, в том числе его отец лорд Рэндольф Черчилль в конце 1959 года. Постукивая по пустому месту, он заметил: «Здесь моё место». Он изменил своё завещание о погребении 31 декабря 1959 г.
До того, как план был составлен, Черчилль изначально хотел, чтобы его кремировали, а его прах захоронили в его доме в Чартвелле рядом с кладбищем домашних животных, где были похоронены две его дорогие собаки Руфус I (умер в 1947 году) и Руфус II (умер в 1962 году). В 1964 году леди Черчилль предложила во исполнение этого завещания кремацию перед государственными похоронами, но архиепископ Кентерберийский утверждал, что бальзамирование произвело бы более благоприятное впечатление. JH Kenyon Ltd. из Паддингтона, Лондон, распорядители похорон Королевского двора с 1928 года, были назначены для бальзамирования.
Когда Черчилль обсуждал план своих похорон в Бладоне в 1959 году, был также подготовлен список высокопоставленных гостей. Среди приглашённых был президент Франции Шарль де Голль, которому Черчилль и американский президент Франклин Д. Рузвельт не доверяли как лидеру французов во время и после Второй мировой войны. Когда герцог Норфолк прочитал имя де Голля, Черчилль возражал против включения. Хотя Черчилль был на той же стороне во время Второй мировой войны, он чувствовал, что у де Голля была извечная неприязнь к Англии. Для него де Голль был «человеком, похожим на женщину-ламу, застигнутую врасплох в своей ванне», «заклятым врагом Британии», который «ненавидит Англию и повсюду оставил за собой след англофобии». Поддерживая Черчилля, Рузвельт называл де Голля диктатором и обладателем «мессианского комплекса». Черчилль и Рузвельт даже вынашивали заговор с целью свергнуть де Голля с французского руководства. Только после убедительных просьб герцога Норфолка включить президента Франции по политическим причинам Черчилль наконец согласился, но, в качестве компенсации потребовал лондонский вокзал Ватерлоо вместо Паддингтона, более окольный маршрут, который был принят. Выбор Черчиллем Ватерлоо не имел никакой особой причины, кроме его «озорного чувства юмора»: он забавлялся картиной де Голля, проходящего с непокрытой головой под аркой Ватерлоо, которая ознаменовала победу Британии над Францией при Ватерлоо.

### Реализация
Черчилль умер 24 января 1965 года. По указу королевы, его тело лежало в Вестминстер-холле в течение трёх дней с 27 января до фактических государственных похорон Черчилля 30 января. План похорон был реализован герцогом Норфолком Бернардом Фицалан-Ховардом. В плане подробно описаны роли более 1000 человек, правительственных и военных властей. Последняя версия операции «Надеюсь, что нет» была выпущена 26 января генерал-майором Э. Дж. Б. Нельсоном, генерал-майором, командующим лондонским округом, и генерал-майором, командующим домашней бригадой, в соответствии с «Лондонским округом: Особый приказ округа».

## Документ
Окончательный документ назывался «Государственные похороны покойного сэра Уинстона Леонарда Спенсера Черчилля, KG, OM, CH» и начинался с инструкций «Движение военных и гражданских организаций». Он состоял из 115 страниц текстов и более 300 страниц карт. Копии документов хранились в Архивах замка Арундел в Западном Сассексе, Центре архивов Черчилль-колледжа, Колледже вооружений в Лондоне и Национальном архиве в Кью. После истечения 30-летней срока секретности, они впервые были выставлены на всеобщее обозрение 31 января 1995 года. Один из оригинальных экземпляров принадлежал Филипу Бейнбриджу из команды B2 Скотланд-Ярда. После выполнения плана, Бейнбридж подарил его своей дочери Джанет Бёрнетт в качестве подарка на годовщину. Бёрнетт выставила документы на аукцион. Аукционисты и оценщики Кэтрин Саутон продали их за 472 фунта стерлингов на аукционе Farleigh Court Golf Course в Суррее 22 февраля 2017 года. Отвечая на вопрос, почему она их продала, Бёрнетт сказала, что не может решить, кому из своих шести внуков их передать.

## В культуре
- Операция «Надеюсь, что нет» была показана в документальном фильме BBC «Черчилль: прощание нации», организованном Джереми Паксманом[44] в 2015 году.
- Операция «Надеюсь, что нет» была центральной темой исторического фантастического романа Дэвида Р. Стоукса «Заговор Черчилля»[45], опубликованного в 2017 году.